# 杏堂まい
杏堂 まい（あんどう まい、3月7日 - ）は、日本の漫画家。血液型はAB型。京都府出身。既婚者。

## 略歴
- 2012年 - 『Sho-Comi増刊』（小学館）10月15日号掲載の『ひめごとまだまだ』でデビュー。（以前は雑誌『りぼん』にて、別名義で活動）なお、この作品は第70回小学館新人コミック大賞・少年少女部門においての入選作でもある[3][4]。
- 2013年 - 『Sho-Comi』（小学館）6号で開催された新連載争奪戦にて掲載した『スカートを脱いだその後は。』で1位を獲得し、同年12号の『おちてチカチカ』で初連載をスタートさせた。

## 作品リスト

### 読み切り
- ひめごとまだまだ（2012年『Sho-Comi』増刊10月15日号掲載、『僕らの恋はキミのもの』収録）- デビュー作
- ナイショじゃたりないよ（2012年『Sho-Comi』増刊12月15日号掲載、『ナイショじゃたりないよ』収録）
- スカートを脱いだその後は。（2013年『Sho-Comi』6号別冊付録掲載、『おちてチカチカ』収録）
- ほけんしつの王子サマ（2013年『Sho-Comi』増刊4月15日号掲載、『おちてチカチカ』収録）
- 24hハニー♥（2013年『Sho-Comi』増刊8月15日号掲載、『ナイショじゃたりないよ』収録）
- 空気ちゃんとヤンキーくん（2013年『Sho-Comi』17号掲載、『ナイショじゃたりないよ』収録）
- イケメンヒロインちゃん♥（2013年『Sho-Comi』増刊10月15日号掲載、『ナイショじゃたりないよ』収録）
- もしも推しメンにご奉仕できたら。（2013年『Sho-Comi』21号掲載、『ナイショじゃたりないよ』収録）
- 遥太のくせにキュンとする。（2013年『Sho-Comi』増刊12月15日号掲載、『初恋ぐみちょこぱいん』収録）
- 嘘つきときどきチョコレート（2014年『Sho-Comi』増刊2月14日号掲載、『初恋ぐみちょこぱいん』収録）
- 初恋ぐみちょこぱいん（2014年『Sho-Comi』8号別冊付録掲載、『初恋ぐみちょこぱいん』収録）
- 4月の恋は嘘つき（2014年『Sho-Comi』10号掲載、『初恋ぐみちょこぱいん』収録）
- スキスキ、スプリング（2014年『Sho-Comi』増刊4月15日号掲載、『初恋ぐみちょこぱいん』収録）
- まだ帰りたくないの。（2014年『Sho-Comi』増刊6月15日号掲載、『キスより甘いその先は？』収録）
- とろけちゃってもいいの?（2014年『Sho-Comi』増刊8月15日号掲載、『あまくてズルい罠のなか』収録）
- ひみつのさんかく片思い（2014年『Sho-Comi』増刊10月15日号掲載、『あまくてズルい罠のなか』収録）
- ここから先はだめ!（2015年『Sho-Comi』2号掲載、『新婚♥ごっこ』収録）
- キスより甘いその先は?（2015年『Sho-Comi』増刊2月15日号掲載、『キスより甘いその先は？』収録）
- ほしいのは秘密のキス（2015年『Sho-Comi』増刊4月15日号掲載、『キスより甘いその先は？』収録）
- モテますけれど初恋です（2015年『Sho-Comi』10号掲載、『キスより甘いその先は？』収録）
- 雨のちハジメテ（2015年『Sho-Comi』増刊6月15日号掲載、『キスより甘いその先は？』収録）
- 花火が咲いたらキスをして（2015年『Sho-Comi』15号掲載、『新婚♥ごっこ』収録）
- どうしたって抗えない！（2015年『Sho-Comi』増刊8月15日号掲載、『新婚♥ごっこ』収録）
- 新婚♥ごっこ（2015年『Sho-Comi』増刊10月15日号掲載、『新婚♥ごっこ』収録）
- キミのくちびるに恋をした（2015年『Sho-Comi』20号掲載、『僕らの恋はキミのもの』収録）
- 僕のとなりはキミしかいない（2015年『Sho-Comi』22号別冊付録掲載、『新婚♥ごっこ』収録）
- 僕らの恋はキミのもの（2015年『Sho-Comi』増刊12月15日号掲載、『僕らの恋はキミのもの』収録）
- 一年越しのチョコレート（2016年『Sho-Comi』増刊2月15日号掲載、『僕らの恋はキミのもの』収録）
- マイスイート!?ホーム（2016年『Sho-Comi』6号掲載、『僕らの恋はキミのもの』収録）
- サンリオ男子〜俺たち、青春、はじめました。〜 番外編（2016年『サンリオショップ』配布、『サンリオ男子』4巻 収録）
- サンリオ男子〜俺たち、青春、はじめました。〜 4コマ ハロウィンお買いもの編（2016年『グランツリー武蔵小杉』配布、『サンリオ男子ファンブック』収録）
- サンリオ男子〜俺たち、恋、はじめました。〜番外編（2018年『川崎フロンターレ「Are You LADY! DAY!!」』配布、『サンリオ男子』6巻 収録）
- ホワイトデーまでつきあって!＞＜[5]（2019年『Sho-Comi』2月14日増刊号掲載、『こんな私が恋なんて』収録）
- イギリスに行ってきました!（コミックス描きおろし、『こんな私が恋なんて』収録）
- …先輩ずるいです（2019年『Sho-Comi』4月15日号、『この恋は不正ログインなので！【合本版】』4巻 収録）
- 好きとか言えない![6]（2019年『Sho-Comi』19号掲載、『この恋は不正ログインなので！【合本版】』3巻 収録）
- 男子高校生と猫[7]（『Sho-Comi』2020年7号別冊ふろく『Sho-Comiプラチナ』6号、『この恋は不正ログインなので！【合本版】』1巻 収録）
- 本日カップルはじめました（2021年『Sho-Comi』1号）
- とろけるチョコに甘いキス～つばさ＆ちひろの場合～（2021年『Sho-Comi』5号別冊ふろく『Sho-Comiプラチナ』16号、『この恋は不正ログインなので！【合本版】』1巻 収録）
- とろけるチョコに甘いキス～シロ＆クロの場合～（2021年『Sho-Comi』5号別冊ふろく『Sho-Comiプラチナ』16号、『この恋は不正ログインなので！【合本版】』2巻 収録）

### 連載
- おちてチカチカ（『Sho-Comi』2013年12号 - 14号）
- まんがアカデミア まんが塾!!（『Sho-Comi』2014年11号 - 24号掲載）※漫画家指南まんが
- あまくてズルい罠のなか（『Sho-Comi』2014年20号 - 22号）
- サンリオ男子（監修：株式会社サンリオ）
  - サンリオ男子〜俺たち、青春、はじめました。〜（2016年4月 - 2018年7月『マンガワン』（不定期更新）、1シリーズは全4話構成）
    - サンリオ男子〜俺たち、青春、はじめました。〜 番外編1 学校説明会編（『Sho-Comi』2017年5号、『サンリオ男子ファンブック』収録）
    - サンリオ男子〜俺たち、青春、はじめました。〜 番外編2 クリスマス編（『『Sho-Comi』2017年12月15日増刊号、『サンリオ男子ファンブック』収録）

  - サンリオ男子〜俺たち、恋、はじめました。〜（『Sho-Comi』2016年13号 - 15号、20号 - 22号、2017年11号 - 13号、18号 - 20号、2018年3・4合併号 - 6号、9号 - 11号）
    - サンリオ男子〜俺たち、恋、はじめました。〜（『Sho-Comi』2017年5号、『サンリオ男子ファンブック』収録）
    - サンリオ男子〜俺たち、恋、はじめました。〜スペシャルよみきり 菅見 編（『Sho-Comi』2018年12号、『サンリオ男子』6巻 収録）
- 君とは2度とキスできない（『Sho-Comi』2018年16号 - 20号）
- こんな私が恋なんて[8]（美容監修：車谷セナ、『Sho-Comi』2019年12号[9] - 18号[10]）
- 僕の可愛い先輩[11]（『Sho-Comi』2019年21号、24号[12] - 2020年7号[7]）
- 正直とっくに付き合ってます（『Sho-Comi』2020年10号[13] - 2020年24号）
- この恋は不正ログインなので!（『Sho-Comi』2021年7号[14] - 2022年13号[15]）
- さよなら噓つき人魚姫（原作：汐見夏衛、pixivコミック内『comic POOL』2022年8月19日配信[16] - 2023年12月29日配信）

### イラスト
- ドキドキ! はじめてのかわいいお菓子づくり 著者：堀川望美（成美堂出版、2012年8月1日発売）
- ドキドキ! はじめてのたのしいお料理レシピ 著者：平井一代（成美堂出版、2012年8月1日発売）
- お隣様は平安京 著者:片瀬由良（ルルル文庫、2013年8月23日発売）
- 見習い騎士姫の恋違い 著者:咲村まひる（ルルル文庫、2014年1月24日発売）
- 螺旋のプリンセス－魔法の王女と風の騎士－ 著者:椎野美由貴（小学館ジュニア文庫、2014年8月6日発売）
- 新装版　特等席はアナタの隣。 著者：香乃子（ケータイ小説文庫、2019年2月25日発売）※表紙のみ
- お前のこと、誰にも渡さないって決めた。 著者：結季ななせ（ケータイ小説文庫、2019年7月25日発売）※表紙のみ
- 悪い優等生くんと、絶対秘密のお付き合い。著者：干支六夏（ケータイ小説文庫、2022年2月25日発売）※表紙のみ
- モテすぎ不良くんと、ナイショの恋人ごっこ。著者：香乃子（野いちごジュニア文庫、2022年4月20日発売）
- さよならは、言えない。 明日も君といたいから 著者：高杉六花（角川つばさ文庫、2023年1月12日発売）
- おもしろい話、集めました。W 著者：アンソロジー（角川つばさ文庫、2023年1月12日発売）※高杉六花の作品のみ

## コミックス刊行作品
フラワーコミックス刊（小学館）
- おちてチカチカ（2013年8月26日発売[書誌 1]、ISBN 978-4-09-135396-2）
- ナイショじゃたりないよ（2014年3月26日発売[書誌 2]、ISBN 978-4-09-135789-2
- 初恋ぐみちょこぱいん（2014年8月26日発売[書誌 3]、ISBN 978-4-09-136207-0）
- あまくてズルい罠のなか（2015年2月26日発売[書誌 4]、ISBN 978-4-09-136649-8）
- キスより甘いその先は?（2015年9月26日発売[書誌 5]、ISBN 978-4-09-137613-8）
- 新婚♥ごっこ（2016年9月25日発売[書誌 6]、ISBN 978-4-09-138250-4）
- サンリオ男子
  1. （2016年7月22日発売[書誌 7]、ISBN 978-4-09-138505-5）
  2. （2017年2月24日発売[書誌 8]、ISBN 978-4-09-139156-8）
  3. （2017年7月26日発売[書誌 9]、ISBN 978-4-09-139476-7）
  4. （2017年11月24日発売[書誌 10]、ISBN 978-4-09-139766-9）
  5. （2018年3月26日発売[書誌 11]、ISBN 978-4-09-870011-0）
  6. （2018年8月24日発売[書誌 12]、ISBN 978-4-09-870215-2）
- 僕らの恋はキミのもの（2017年4月26日発売[書誌 13]、ISBN 978-4-09-139347-0）
- 君とは2度とキスできない（2018年11月26日発売[書誌 14]、ISBN 978-4-09-870288-6）
- こんな私が恋なんて
  1. （2019年8月26日発売[書誌 15][17]、ISBN 978-4-09-870594-8）
  2. （2019年12月26日発売[書誌 16]、ISBN 978-4-09-870710-2）
- 僕の可愛い先輩 【マイクロ】（電子書籍で短話のみ）
  1. （2020年3月20日発売[書誌 17]）
  2. （2020年3月20日発売[書誌 18]）
  3. （2020年3月20日発売[書誌 19]）
  4. （2020年3月20日発売[書誌 20]）
  5. （2020年3月20日発売[書誌 21]）
  6. （2020年4月5日発売[書誌 22]）
  7. （2020年4月20日発売[書誌 23]）
  8. （2020年5月5日発売[書誌 24]）

- 正直とっくに付き合ってます 【マイクロ】（電子書籍で短話のみ）
  1. （2020年9月20日発売[書誌 25]）
  2. （2020年9月20日発売[書誌 26]）
  3. （2020年9月20日発売[書誌 27]）
  4. （2020年9月20日発売[書誌 28]）
  5. （2020年9月20日発売[書誌 29]）
  6. （2020年9月20日発売[書誌 30]）
  7. （2020年9月20日発売[書誌 31]）
  8. （2020年10月20日発売[書誌 32]）
  9. （2020年10月20日発売[書誌 33]）
  10. （2020年11月20日発売[書誌 34]）
  11. （2020年11月20日発売[書誌 35]）
  12. （2020年12月20日発売[書誌 36]）
  13. （2020年12月20日発売[書誌 37]）
  14. （2020年1月20日発売[書誌 38]）
  15. （2020年1月20日発売[書誌 39]）

- この恋は不正ログインなので！【マイクロ】（電子書籍で短話のみ）※合本版もあり
  1. （2021年8月20日発売[書誌 40]）
  2. （2021年8月20日発売[書誌 41]）
  3. （2021年8月20日発売[書誌 42]）
  4. （2021年8月20日発売[書誌 43]）
  5. （2021年8月20日発売[書誌 44]）
  6. （2021年8月20日発売[書誌 45]）
  7. （2021年8月20日発売[書誌 46]）
  8. （2021年9月20日発売[書誌 47]）
  9. （2021年9月20日発売[書誌 48]）
  10. （2021年10月20日発売[書誌 49]）
  11. （2021年10月20日発売[書誌 50]）
  12. （2021年11月20日発売[書誌 51]）
  13. （2021年11月20日発売[書誌 52]）
  14. （2021年12月20日発売[書誌 53]）
  15. （2021年12月20日発売[書誌 54]）
  16. （2022年8月20日発売[書誌 55]）
  17. （2022年8月20日発売[書誌 56]）
- この恋は不正ログインなので！【合本版】（電子書籍のみ）※短話（マイクロ）版の合本
  1. （2022年9月30日発売[書誌 57]）
  2. （2022年9月30日発売[書誌 58]）
  3. （2022年9月30日発売[書誌 59]）
  4. （2022年9月30日発売[書誌 60]）

フラワーコミックススペシャル刊（小学館）
- サンリオ男子4.5ファンブック（2017年12月26日発売[書誌 61]、ISBN 978-4-09-870039-4）

comic POOL刊（一迅社）
- さよなら嘘つき人魚姫
  1. （2023年4月25日発売[書誌 62]、ISBN 978-4-7580-2515-7）
  2. （2024年1月25日発売[書誌 63]、ISBN 978-4-7580-2642-0）